# Ганнон Сардинский
Ганнон — военачальник Карфагена III века до н. э.

## Биография
Вскоре после окончания Первой Пунической войны в 240 году до н. э. в Африке вспыхнуло масштабное выступление не получивших своё жалование наёмников и угнетаемых ливийцев против Карфагена. По мнению С. Ланселя, видимо, в следующем году находившиеся в Сардинии наёмники, узнав о первых успехах собратьев по оружию в Ливии, также выступили против своих нанимателей. Карфагенский комендант Бостар вместе с другими своими соотечественниками был загнан в акрополь, где все они были убиты взбунтовавшимися солдатами.
Для подавления восстания карфагенское правительство направило Ганнона с новой армией. Однако его воины перешли на сторону мятежников. Сам Ганнон был схвачен и распят на кресте. После этого наёмники стали «предавать всех карфагенян на острове неслыханным, изысканным мучениям и смерти». Как следует из сведений Полибия, бунтовщикам удалось за непродолжительное время овладеть всем островом, на котором они хозяйничали до тех пор, пока враждебно настроенные сарды не вынудили их бежать в Италию.